# Matsukaze
Il Matsukaze (松風? lett. "Vento tra i pini"), sino al 1º agosto 1928 denominato 7-Gō kuchikukan (第7駆逐艦? lett. "cacciatorpediniere Numero 7"), è stato un cacciatorpediniere della Marina imperiale giapponese, quarta unità della classe Kamikaze. Fu varato nell'ottobre 1923 dal cantiere navale dell'arsenale di Maizuru.
Membro della 5ª Divisione cacciatorpediniere, tra il dicembre 1941 e il marzo 1942 operò in supporto allo sbarco nipponico ad Aparri su Luzon e ad alcune azioni nella campagna delle Indie orientali olandesi. Fu quindi assegnato a compiti di scorta e protezione del traffico navale tra le principali basi a Giava, Celebes, Malaysia fino ai primi del 1943, quando fu trasferito in Giappone per un lungo raddobbo. In estate passò agli ordini diretti dell'8ª Flotta a Rabaul e per il resto dell'anno operò nelle isole Salomone e lungo le coste della Nuova Britannia in numerose missioni di trasporto truppe e materiali. Rafforzata la dotazione contraerea, al principio del 1944 si spostò alla base aeronavale di Truk e sopravvisse danneggiato all'operazione Hailstone, quindi da marzo operò sulla rotta Yokosuka-Saipan. Il 9 giugno fu però silurato dal sommergibile USS Swordfish e affondò a sud-est di Chichi-jima.
Il nome deriva dal cavallo di Maeda Toshimasu.

## Servizio operativo

### Costruzione
Il cacciatorpediniere Matsukaze fu ordinato nell'anno fiscale edito dal governo giapponese nel 1920, inizialmente indicato come "cacciatorpediniere Numero 7" (in lingua giapponese 7-Gō kuchikukan). La sua chiglia fu impostata nel cantiere navale dell'arsenale di Maizuru il 2 dicembre 1922 e il varo avvenne il 30 ottobre 1923; fu completato il 5 aprile 1924 e il 1º agosto 1928 assunse il suo nome definitivo, avendo la Marina imperiale abbandonato alla data il sistema di nomenclatura del naviglio leggero con soli numeri.

### 1941-1942
Tra il 1940 e il 1941 il Matsukaze, allora al comando del tenente di vascello Shinbe Kuwabara, fu assegnato alla 5ª Divisione cacciatorpediniere con i gemelli Asakaze (nave ammiraglia), Harukaze e Hatakaze; la divisione dipendeva dalla 5ª Squadriglia che a sua volta era agli ordini della 3ª Flotta. Il 26 novembre 1941 il Matsukaze e il resto dello squadrone lasciarono lo Stretto di Terashima, sulla costa settentrionale di Kyūshū, e tre giorni dopo si fermarono alla base militare di Mako nelle Pescadores in vista delle imminenti operazioni nel Sud-est asiatico. Il 7 dicembre il Matsukaze e lo Asakaze furono assegnati come scorta ravvicinata all'incrociatore leggero Kuma e vigilarono sugli sbarchi condotti nelle Filippine meridionali tra il 10 e il 14 del mese; il 22 il Matsukaze e i gemelli furono presenti all'importante sbarco nel Golfo di Lingayen, che riuscì senza troppe difficoltà: fu pertanto inviato all'Isola di Formosa e dal 31 dicembre al 18 gennaio 1942 rimase impegnato nella difesa di alcuni convogli carichi di truppe che sbarcavano a Singora. Riunitosi al resto della 5ª Squadriglia, tra il 2 e l'8 febbraio lo seguì nella scorta a un ennesimo convoglio che si fermò alla baia di Cam Ranh e, dopo la metà del mese, il Matsukaze e la sua divisione furono integrati nello schermo difensivo del gruppo occidentale d'invasione per Giava. Tale assembramento iniziò a sbarcare nella notte tra 28 febbraio e il 1º marzo, ma fu disturbato dalla fuga degli incrociatori USS Houston e HMAS Perth (australiano): scoppiò una breve ma violenta battaglia, cui però il Matsukaze non prese parte; si rese invece protagonista, il 2 marzo, dell'affondamento del dragamine olandese Endeh assieme al cacciatorpediniere Shiokaze. Giava fu conquistata il 9 marzo e il giorno dopo la 5ª Squadriglia fu sciolta; l'Asakaze e le unità gregarie passarono sotto il comando dell'appena costituita 1ª Flotta di spedizione del sud, una delle componenti della Flotta dell'Area sud-occidentale. Dopo aver accompagnato un convoglio da Giava a Singapore (10-13 marzo), il Matsukaze fu assegnato a un ciclo di missioni di difesa a convogli di truppe diretti a Penang e Rangoon, rinforzi alla vittoriosa 15ª Armata che stava occupando la Birmania. Dal 7 maggio fu assegnato alla vigilanza dei movimenti navali tra Singapore e le basi in Indocina e, all'inizio dell'incarico, passò al comando del tenente di vascello Kōji Takigawa. Per il resto del 1942 il servizio del Matsukaze non è noto e si sa solo che in settembre operava tra Surabaya e Makassar, sempre di scorta a mercantili e petroliere.
In un momento imprecisato dell'anno il Matsukaze incrementò la propria dotazione contraerea: il cannone poppiero numero 4 da 120 mm, l'apparato lanciasiluri più arretrato e le mitragliatrici da 7,7 mm furono sbarcati per fare spazio a sei o dieci cannoni Type 96 da 25 mm L/60, suddivisi in tre/cinque installazioni doppie.

### 1943-1944 e l'affondamento
Il 25 febbraio 1943 il Matsukaze fu trasferito all'appena creata 1ª Divisione di scorta, assegnata alla Flotta dell'Area sud-occidentale per la protezione delle rotte marittime. A fine mese fece rotta per il Giappone e il 31 arrivò a Yokosuka, dove rimase ormeggiato a lungo per revisione e riequipaggiamento. Il 5 giugno fu trasferito agli ordini dell'8ª Flotta del viceammiraglio Tomoshige Samejima, di base a Rabaul in Nuova Britannia: salpò il 23 e, giunto a fine mese a destinazione, condusse alcuni pattugliamenti attorno alla rada. Il 9 luglio iniziò a essere impiegato come trasporto rapido e la prima missione lo portò nelle acque di Kolombangara assieme ai cacciatorpediniere Satsuki, Minazuki e Yunagi. Le unità sbarcarono 1 200 soldati e 85 tonnellate di approvvigionamenti a Vila, base giapponese sulla costa meridionale, e rientrarono a Rabaul. Tre giorni più tardi il Matsukaze fu aggregato alla 3ª Squadriglia e, mentre questi combatteva una squadra statunitense, nella notte tra il 12 e il 13 fece scendere a terra altre truppe. Una terza missione di trasporto (300 uomini e munizioni) avvenne il 19 e 20 luglio, sotto la protezione della squadra del contrammiraglio Shōji Nishimura centrata sulla 7ª Divisione incrociatori. Per i mesi seguenti le notizie sono frammentarie: il 25 agosto il Matsukaze evacuò parte del personale dalla baia di Rekata (Santa Isabel settentrionale), poi il 28 settembre e il 2 ottobre completò due sgomberi da Kolombangara. Subito dopo fu unito con il Fumizuki e lo Yunagi in un "gruppo trasporto" sottoposto alla 3ª Squadriglia del contrammiraglio Matsuji Ijūin, incaricato di salvare la piccola guarnigione di Vella Lavella; tuttavia l'avvistamento di unità statunitensi vicino all'isola indusse il comandante a rimandare indietro tale gruppo, composto da navi obsolete e inadatte a sostenere un combattimento.
A fine ottobre il Matsukaze tornò a Yokosuka e dal 27 iniziò l'opera di raddobbo, passando nel frattempo al comando del capitano di corvetta Hiroshi Horie (2 novembre). Durante i lavori, inoltre, aggiunse altri cannoni Type 96 da 25 mm (da sette a dieci) e quattro mitragliatrici pesanti Type 93 da 13,2 mm, tutte armi su supporto singolo. Incrementò poi a circa quaranta la scorta di bombe di profondità. In conseguenza di tali interventi il dislocamento a vuoto aumentò a 1 547 tonnellate e la velocità massima passò a 35 nodi. Il 9 dicembre il Matsukaze poté riprendere il mare per raggiungere l'8ª Flotta e tornare a pattugliare le acque di Rabaul; ma, a fine mese, fu riassegnato a missioni di trasporto. Il 23 recò rinforzi all'Isola di Garove e il 25, 28 e 31 dicembre collaborò con altri otto cacciatorpediniere (compresi il Satsuki e il gemello Yunagi) nello sbarco complessivo di 635 uomini e 380 tonnellate di rifornimenti a Qavuvu. Mitragliato e danneggiato il 14 gennaio 1944 a Rabaul, passò quattro giorni dopo agli ordini del tenente di vascello Tetsuo Kadono e completò altri due viaggi di rinforzo a Qavuvu (22 e 24 gennaio) assieme al Fumizuki. Con il cacciatorpediniere si portò poi alla grande base di Truk e rimase coinvolto nel distruttivo bombardamento effettuato il 16 e 17 febbraio dai gruppi imbarcati della Quinta Flotta statunitense: tentò senza successo di far arenare il Fumizuki, centrato da un siluro, e accusò danni dopo essere stato mitragliato e mancato di misura da diverse bombe. Il Matsukaze lasciò la base devastata il 18, di scorta a una parte del naviglio sopravvissuto, e dopo tappe a Saipan e Hahajima giunse a Yokosuka il 1º marzo. Fu posto in bacino di carenaggio per le necessarie riparazioni e il 28 aprile, tornato in efficienza, fu assegnato alla scorta dei convogli lungo la rotta Yokosuka-Saipan; il 1º maggio, pertanto, fu riassegnato alla 30ª Divisione (già comprendente lo Yuzuki, l'Uzuki, l'Akikaze) e che rispondeva alla 3ª Squadriglia cacciatorpediniere, Flotta del Pacifico centrale (viceammiraglio Chūichi Nagumo). Il 6 giugno salpò da Tateyama per accompagnare un convoglio a Saipan, fulcro della difesa nipponica nelle Marianne meridionali, ma il 9 il gruppo fu attaccato dal sommergibile USS Swordfish vicino alle isole Ogasawara. Il Matsukaze fu gravemente colpito e colò a picco 70 miglia a sud-est di Chichi-jima (26°59′N 143°13′E), portando con sé il comandante Kadono e un numero imprecisato di membri dell'equipaggio.
Il 10 agosto 1944 il Matsukaze fu cancellato dai registri navali.